# Children of Wrath
«Los Hijos de la Ira»  —título original en inglés: «Children of Wrath» — es el octavo episodio y final de mitad de la tercera temporada de la serie de televisión posapocalíptica, horror Fear the Walking Dead. Se estrenó el 9 de julio de 2017. Estuvo dirigido por Andrew Bernstein y el guion estuvo a cargo de Jami O'Brien.
Este episodio marca la última aparición regular de Dayton Callie (Jeremiah Otto) cuando fue asesinado por Nick Clark (Frank Dillane).

## Trama

### Flashbacks
Se ve a Ofelia cruzando la frontera y se encuentra con Jeremiah, al principio se ve que Jeremiah es útil, dándole a Ofelia un poco de su agua. Sin embargo, a Ofelia se le negó el refugio de Jeremías por razones políticas. Mientras está acostada al sol, alucina al ver a su padre Daniel. La alucinación la hace ponerse de pie. Más tarde es acogida por Walker.

### Presente
Madison golpea a Ofelia y la lleva a Black Hat, donde Walker revela que el veneno era ántrax. Ofelia luego se enfrenta a Walker por convertirla en una asesina. La milicia ataca a Black Hat y a costa de vidas en ambos lados, Madison y Alicia roban el tráiler de reliquias espirituales de Walker. Nick excava debajo de la vieja cabaña y se entera de que Jeremiah y los fundadores mataron a tres valientes que estaban atacando a su ganado, además del padre de Walker. Madison ofrece el relicario y los restos del padre de Walker, pero Walker rechaza la paz. Alicia está indignada por los crímenes de Troy y Madison revela que había matado a su padre abusivo para proteger a su madre. Madison insta a Jeremiah a suicidarse, diciendo que esto apaciguará a Walker y preservará el legado de Jeremiah; Nick lo mata en su lugar y lo escenifican como un suicidio. Madison entrega en secreto la cabeza de Jeremiah a Walker. Mientras tanto, Strand encuentra el Abigail encallado; habla por radio con un supuesto cosmonauta ruso que le dice que su vida no ha terminado, luego le prende fuego al Abigail y se va con un paquete de armas y suministros.

## Recepción

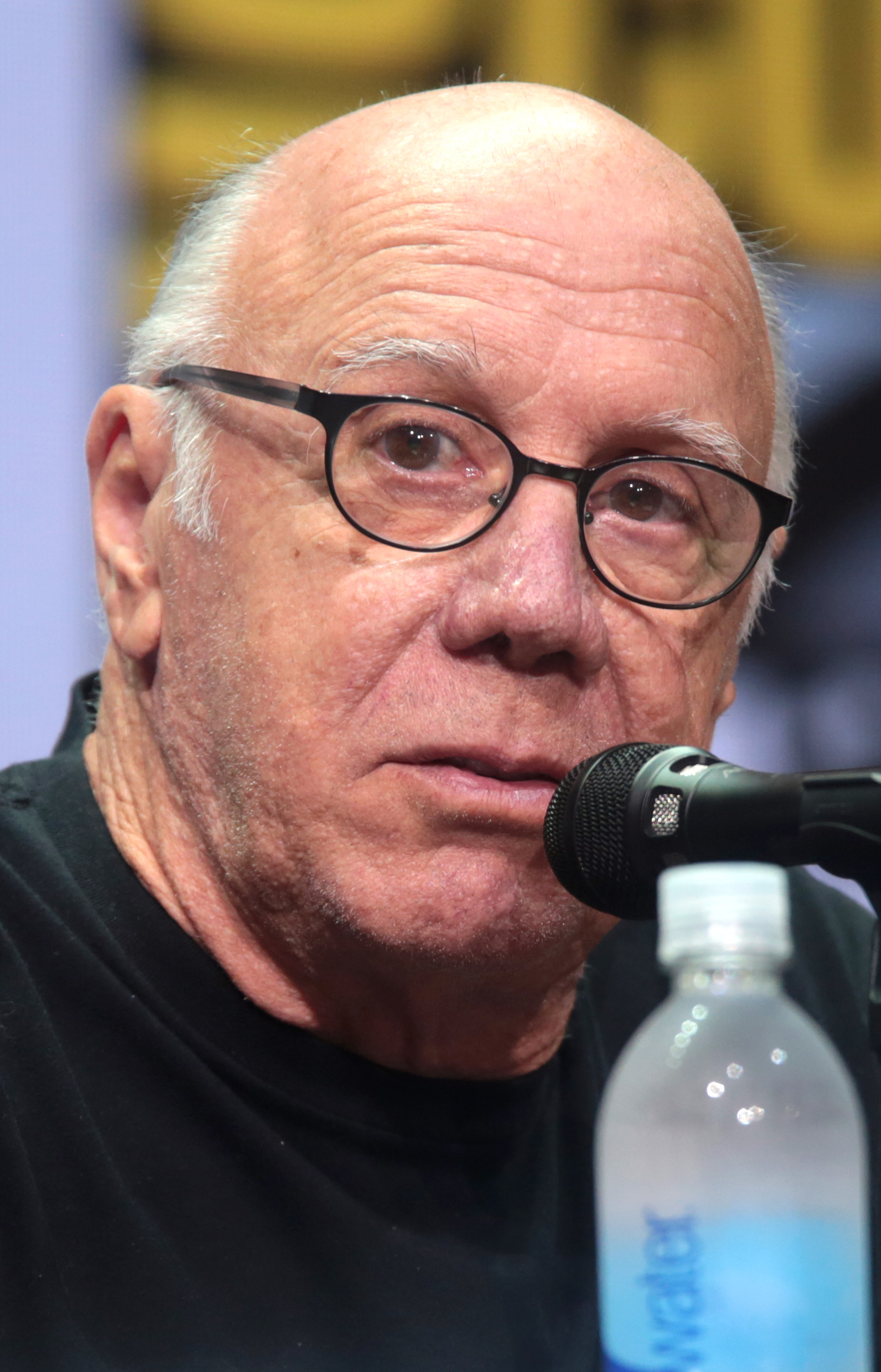
Dayton Callie hizo su última aparición regular como Jeremiah Otto en este episodio.

"Children of Wrath", junto con el episodio anterior "The Unveiling", recibieron críticas positivas de los críticos. En Rotten Tomatoes, "Children of Wrath" obtuvo una calificación del 75%, con una puntuación promedio de 7.52/10 basada en 8 reseñas.
En una revisión conjunta "Children of Wrath" y el episodio anterior, Matt Fowler de IGN le dio a "Children of Wrath" una calificación de 8.6/10.0, declarando; "Fear the Walking Dead nos sacó de esta media temporada con un puñetazo tenso y lleno de suspenso que trajo de vuelta a Ofelia y al mismo tiempo resolvió el calamitoso conflicto sobre el rancho de una manera significativa".

### Calificaciones
"Children of Wrath" fue visto por 2,40 millones de espectadores en los Estados Unidos en su fecha de emisión original, por debajo de la calificación del episodio anterior de 2,62 millones.